# Cyclocross-Europameisterschaften 2024
Die Cyclocross-Europameisterschaften 2024 fanden vom 1. bis 3. November im spanischen Pontevedra statt. Schauplatz waren die Sportplätze des Universitätsgeländes und die angrenzende Illa das Esculturas. Die Wettbewerbe waren die gleichen wie bei Cyclocross-Weltmeisterschaften, und zwar eine Mixed-Staffel, dazu Einzelrennen in den Kategorien Elite, U23 und Junioren, jeweils bei Männern und Frauen. Außerdem gab es Wettkämpfe in den Altersgruppen der Masters.
Die Veranstaltung an der spanischen Westküste fand vergleichsweise schwachen Zuspruch, abwesend waren unter anderem die Mannschaften Deutschlands und Großbritanniens. Auch die zeitliche Nähe zum Koppenbergcross, der traditionell am 1. November ausgetragenen Auftaktveranstaltung der X²O Badkamers Trofee in Belgien, stellte Fahrer und Teams vor logistische Probleme, um an beiden Rennen teilzunehmen. Der Parcours galt als schnell mit wenigen Möglichkeiten, einen Unterschied zu machen, was sich in Durchschnittsgeschwindigkeiten um 30 km/h und wenigen Überrundungen niederschlug.

## Programm
Das Wettkampfprogramm war wie folgt:
Freitag, 1. November
Masters
Sonnabend, 2. November
Mixed-Staffel
Sonntag, 3. November
9:00 Juniorinnen
10:00 Junioren
11:00 Frauen U23
12:50 Männer U23
14:10 Frauen
15:30 Männer

## Ergebnisse

### Mixed-Staffel
| Platz | Land       | Fahrer                                                     | Fahrerinnen                                           | Zeit (min) |
| ----- | ---------- | ---------------------------------------------------------- | ----------------------------------------------------- | ---------- |
| 1     | Italien    | Federico Ceolin Filippo Agostinacchio Mattia Agostinacchio | Francesca Baroni Lucia Bramati Giorgia Pellizotti     | 40:50      |
| 2     | Frankreich | Rémi Lelandais Aubin Sparfel Théophile Vassal              | Hélène Clauzel Célia Gery Lise Revol                  | + 0:11     |
| 3     | Spanien    | Felipe Orts Miguel Rodríguez Benjamin Noval                | Sofía Rodríguez Aroa Otero Lorena Patiño              | + 0:14     |
| 4     | Tschechien | Michael Boroš Václav Ježek Tomáš Hajek                     | Kristýna Zemanová Amálie Gottwaldová Barbora Bukovská | + 0:39     |

Da viele Spitzenfahrer Probleme hatten, rechtzeitig anzureisen, waren nur vier Mannschaften am Start. Diese allerdings waren sehr ausgeglichen und lagen am Ende nur 39 Sekunden auseinander.

### Frauen Elite
| Rang | Name                       | Zeit (min) |
| ---- | -------------------------- | ---------- |
| 1    | Fem van Empel              | 50:41      |
| 2    | Ceylin del Carmen Alvarado | gl. Zeit   |
| 3    | Lucinda Brand              | + 0:07     |
| 4    | Sara Casasola              | + 0:10     |
| 5    | Amandine Fouquenet         | + 0:17     |
| 6    | Alicia Franck              | gl. Zeit   |
| 7    | Laura Verdonschot          | + 0:18     |
| 8    | Hélène Clauzel             | + 0:26     |
| 9    | Aniek van Alphen           | + 0:27     |
| 10   | Lucía González             | + 0:50     |

Am Start waren 20 Fahrerinnen aus sieben Nationen. Auf dem schnellen Parcours dünnte sich das Feld nur nach und nach aus, in der letzten Runde waren noch Ceylin del Carmen Alvarado, Fem van Empel, Lucinda Brand und Sara Casasola im Rennen. Alvarado kam als erste auf die Zielgerade und zog den Sprint an, doch konnte van Empel sich auf den letzten Metern noch vorbeischieben. Es war das dritte Mal in Folge, dass van Empel den Titel vor Alvarado gewann.
Weitere Platzierungen:
 Nadja Heigl (20.)

### Männer Elite
| Rang | Name                   | Zeit (min) |
| ---- | ---------------------- | ---------- |
| 1    | Thibau Nys             | 57:46      |
| 2    | Felipe Orts            | + 0:03     |
| 3    | Eli Iserbyt            | + 0:09     |
| 4    | Niels Vandeputte       | + 0:15     |
| 5    | Lars van der Haar      | + 0:24     |
| 6    | David Menut            | + 0:32     |
| 7    | Gerben Kuypers         | + 0:34     |
| 8    | Michael Boroš          | gl. Zeit   |
| 9    | Laurens Sweeck         | + 0:50     |
| 10   | Michael Vanthourenhout | + 1:01     |

Es gab 23 Fahrer aus neun Nationen, darunter waren acht belgische Fahrer. In der fünften von neun Runden konnten sich Thibau Nys und Felipe Orts erstmals aus der Spitzengruppe absetzen, wurden aber nochmals eingeholt, bevor sie zwei Runden vor Schluss die entscheidende Lücke reißen konnten. Auf der Schlussrunde schüttelte Nys seinen Begleiter ab und gewann erstmals einen Meistertitel in der Elite. Auch für Orts war die Silbermedaille sein bis dahin größter internationaler Erfolg.
Weitere Platzierungen:
 Dario Lillo (11.), Lars Sommer (15.)

### Frauen U23
| Rang | Name            | Zeit (min) |
| ---- | --------------- | ---------- |
| 1    | Célia Gery      | 42:47      |
| 2    | Marie Schreiber | gl. Zeit   |
| 3    | Leonie Bentveld | + 0:04     |

Am Start waren 22 Fahrerinnen aus 10 Nationen. Célia Gery, die ihre erste Saison in der U23 fuhr, schlug im Sprint Marie Schreiber, die wie im Vorjahr Zweite wurde.
Weitere Platzierungen:
 Nora Fischer (17.)

### Männer U23
| Rang | Name                  | Zeit (min) |
| ---- | --------------------- | ---------- |
| 1    | Jente Michels         | 52:11      |
| 2    | Filippo Agostinacchio | + 0:03     |
| 3    | Aubin Sparfel         | + 0:12     |

Es gab 30 Fahrer aus 11 Nationen. Jente Michels verteidigte seinen Titel aus dem Vorjahr im Finale gegen Filippo Agostinacchio. Auch David Haverdings aus den Niederlanden lag bis kurz vorm Ziel in der Spitzengruppe, bevor eine gerissene Kette seinen Chancen ein Ende setzte.
Weitere Platzierungen:
 Nicolas Halter (21.), Sven Sommer (22.)

### Juniorinnen
| Rang | Name               | Zeit (min) |
| ---- | ------------------ | ---------- |
| 1    | Anja Grossmann     | 37:30      |
| 2    | Barbora Bukovská   | + 0:01     |
| 3    | Giorgia Pellizotti | gl. Zeit   |

Am Start waren 23 Fahrerinnen aus 10 Nationen. Anja Grossmann gewann den Sprint einer Dreiergruppe.

### Junioren
| Rang | Name                 | Zeit (min) |
| ---- | -------------------- | ---------- |
| 1    | Mattia Agostinacchio | 40:13      |
| 2    | Valentin Hofer       | + 0:08     |
| 3    | Mats Vanden Eynde    | + 0:10     |

Mit 44 Teilnehmern aus 15 Ländern war dies das bestbesetzte Rennen der EM. Mattia Agostinacchio und Valentin Hofer konnten sich auf der Schlussrunde sukzessive von der Spitzengruppe lösen und gewannen Gold bzw. Silber. Weitere Platzierungen:
 Lewis Iten (19.)
 Michael Hettegger (24.),  Ayden Jordan (28.),  Lucas Kraus (41.)
 Lennox Papi (35.)

## Medaillenspiegel
| Platz  | Land        | Gold | Silber | Bronze | Gesamt |
| ------ | ----------- | ---- | ------ | ------ | ------ |
| 1      | Italien     | 2    | 1      | 1      | 4      |
| 2      | Belgien     | 2    | 0      | 2      | 4      |
| 3      | Niederlande | 1    | 1      | 2      | 4      |
| 4      | Frankreich  | 1    | 1      | 1      | 3      |
| 5      | Schweiz     | 1    | 0      | 0      | 1      |
| 6      | Spanien     | 0    | 1      | 1      | 2      |
| 7      | Luxemburg   | 0    | 1      | 0      | 1      |
| 7      | Österreich  | 0    | 1      | 0      | 1      |
| 7      | Tschechien  | 0    | 1      | 0      | 1      |
| Gesamt | Gesamt      | 7    | 7      | 7      | 21     |